# Iguazú Nemzeti Park
Az Iguazú Nemzeti Park Argentínában, Iguazú megyében, Misiones tartomány északi részén fekszik. Területe 550 km².
A parkot 1934-ben alapították, és területén található Argentína legjelentősebb természeti szépségeinek egyike, az Iguazú-vízesés s az azt körülvevő szubtropikus őserdő. Az Iguazú folyó túlsó oldalán már a brazíliai Iguaçu Nemzeti Park fekszik. Mindkét helyszínt felvették a világörökség helyszíneinek listájára 1984-ben illetve 1986-ban.
A park állatvilágában több veszélyeztetett faj is fellelhető: jaguár, közönséges tapír, ocelot, koati, sörényes hangyász, és pápaszemes kajmánok. A madarak közül megtalálhatók a nagy sarlósfecskék, tukánok, kolibrik és trogonfélék, az emlősök közül az ormányos medve, és változatosak a pillangók. Növényvilága több mint 2000 fajból áll.
Az Iguazú folyó 1320 km út után a Paraná folyóba ömlik 23 km-rel a vízesésen túl. A parkon belül 1500 m széles, és először dél felé kanyarodik, majd észak felé fordul, s így egy nagy U-alakot formál. Partjai fában sűrűn benőttek, s olyan példányok találhatók itt, mint a tarajos korallfa, amelynek virága Argentína nemzeti virága. A park növényvilágának sajátossága a Tabebuia heptaphylla és a Tabebuia pulcherrima, a Euterpe oleracea és a 40 m magas Aspidosperma polyneuron.
A park területén már 10 000 évvel ezelőtt laktak, a vadászó-gyűjtögető életmódot folytató Eldoradense kultúra tagjai. I. sz. 1000-ben érkeztek ide a guaraní indiánok, akik új agrártechnológiákat hoztak magukkal, s hagyatékuk még élénken él ezen a területen (a folyó neve a guaraní y guasu kifejezésből ered, jelentése nagy víz). A spanyol és portugál hódítók a 16. században jelentek meg, az első európai, aki eljutott ide Álvar Núnez Cabeza de Vaca volt 1542-ben. A jezsuita misszionáriusok 1609-ben érkeztek..